# نادي فوتسوافك لكرة السلة
نادي فوتسوافك لكرة السلة (بالبولندية: Anwil Włocławek) هو فريق كرة سلة بولندي للمحترفين تأسس في سنة 1991 يقع مقره في فوتسوافك. يلعب في الدوري البولندي لكرة السلة.

## الإنجازات

### البطولات المحلية
الدوري البولندي لكرة السلة
- الفوز (1): 2003
- الوصافة (8): 1993، 1994، 1999، 2000، 2001، 2005، 2006، 2010
- المركز الثالث (2): 1995، 2009
- نصف النهائي (5): 1996، 2002، 2004، 2007، 2013

كأس بولندا لكرة السلة
- الفوز (3): 1995، 1996، 2007
- الوصافة (1): 2004

كأس السوبر البولندية لكرة السلة
- الفوز (1): 2007

### المنافسات الأوروبية
كأس سابورتا:
- نصف النهائي (1): 2002
- ربع النهائي (1): 2001

## أبرز اللاعبين
من أبرز اللاعبين الذين لعبوا معه:
- داينيوس أدومايتيس
- إد أوبانون